# Браво, Леопольдо Альфредо
Леопо́льдо Альфре́до Бра́во (исп. Leopoldo Alfredo Bravo; 30 июня 1960 — 30 октября 2010) — аргентинский политик и дипломат, Чрезвычайный и Полномочный посол Республики Аргентина в Российской Федерации (2006—2010). Сын аргентинского политика и дипломата Леопольдо Браво (1919—2006), бывшего посла Аргентины в СССР в сталинский период. Умер в 2010 году от рака лёгких.